# Ron Stockin
Ronald „Ron“ Stockin (* 27. Juni 1931 in Birmingham; † 19. Juli 2024) war ein englischer Fußballspieler. Der Halbstürmer war Teil der Meistermannschaft der Wolverhampton Wanderers in der Saison 1953/54, kam dort jedoch nicht regelmäßig zum Zug und zog daraufhin zu Cardiff City weiter.

## Sportlicher Werdegang
Stockin war in seiner Heimat Birmingham zunächst als Amateurspieler für West Bromwich Albion aktiv, bevor es ihn in der unmittelbaren Region über den Drittligisten FC Walsall Anfang 1952 zum Lokalrivalen Wolverhampton Wanderers zog. Auf der rechten Halbstürmerposition war er ab seinem Debüt gegen Sheffield Wednesday (3:1) am 31. Januar 1953 sofort eine feste Größe und schoss in den letzten 15 Meisterschaftsspielen der Saison 1952/53 insgesamt sieben Tore. Damit schien er im mannschaftsinternen Konkurrenzkampf – in erster Linie im Duell mit Peter Broadbent – gute Karten zu haben, aber nach gerade einmal drei Spielen zu Beginn der anschließenden Saison 1953/54 ersetzte ihn Trainer Stan Cullis wieder durch eben diesen Broadbent. Auf dem Weg zum Meisterschaftsgewinn verzeichnete er nur noch drei weitere Einsätze, dabei zuletzt am 14. November 1953 gegen den Ex-Klubs West Bromwich Albion (1:0).
Für eine Ablösesumme von 12.000 Pfund wechselte Stockin im Juni 1954 nach Wales zu Cardiff City, das damals ebenfalls in der höchsten englischen Spielklasse unterwegs war. In Cardiff absolvierte er 57 Erstligaspiele in drei Jahren, die mit dem Abstieg 1957 in die zweite Liga in einen sportlichen Tiefpunkt mündeten. Es folgte der nächste Wechsel im Juni 1957 zu Grimsby Town – gleichsam in der Second Division angesiedelt. Auch in Grimsby verbrachte Stockin drei Jahre, inklusive eines weiteren Abstiegs, nunmehr 1959 in die dritte Liga. Im Alter von 29 Jahren beendete Stockin seine Profilaufbahn und spielte anschließend noch kurzzeitig fernab der „großen Bühne“ für Nuneaton Borough in der Southern League.